# Mary Kiani
Mary Kiani, på skivor ofta stavat Märy Kiani, är en brittisk sångerska från Skottland inom danspop, född 27 mars 1969. Hon hade först hitlåtar som sångerska i danspopgruppen The Time Frequency i början av 1990-talet, och senare som soloartist.